# John Bello Story III
John Bello Story III ist ein Mixtape des deutschen Rappers Kool Savas. Es erschien am 12. März 2010 über sein Label Essah Entertainment als Standard-, Premium- und Essah-Edition.

## Produktion
Kool Savas fungierte bei dem Mixtape selbst als Executive Producer. Die Beats wurden zudem u. a. von den Musikproduzenten Melbeatz, !Bazz, Benlo, Matheo, Rooq und Sir Jai produziert.

## Covergestaltung
Das Albumcover der Standard-Edition ist in roten Farbtönen gehalten und zeigt Kool Savas, der einen Hoodie trägt und durch einen Tunnel geht. Im oberen Teil des Bildes befinden sich die weißen Schriftzüge Essah Entertainment präsentiert und Kool Savas, während der Titel John Bello Story III in Weiß im unteren Teil des Bildes steht. Auf dem Cover der Premium-Edition befindet sich Kool Savas ebenfalls in dem Tunnel, blickt aber den Betrachter an und zeigt mit dem Zeigefinger auf diesen. Die Schriftzüge sind genauso angeordnet wie auf der Standard-Edition. Im unteren Teil werden außerdem die beteiligten Künstler aufgezählt.

## Gastbeiträge
Neben Kool Savas treten auf dem Mixtape viele weitere Künstler in Erscheinung. Dies sind vor allem Musiker, die bei seinem 2009 geschlossenen Label Optik Records unter Vertrag standen, wie die Rapper Amar, Ercandize, Caput, Kaas und Franky Kubrick sowie der Sänger Moe Mitchell. Weitere Gastbeiträge stammen von den deutschen Rappern Olli Banjo, Azad, Curse, MoTrip und Sinan. Des Weiteren sind auf der Premium-Edition ein Skit des Komikers Buddy Ogün sowie eine Zusammenarbeit mit dem US-amerikanischen Rap-Duo Ying Yang Twins enthalten. Außerdem sind auf der Massenkollaboration Immer wenn ich rhyme (Mammut Remix) noch die Rapper Tone, Patrick mit Absicht, Kitty Kat, Vega, Tua und Fiva MC vertreten.

## Titelliste
| #  | Titel                              | Gastmusiker                                      | Produzent         | Länge |
| -- | ---------------------------------- | ------------------------------------------------ | ----------------- | ----- |
| 1  | Denn ein Bello kommt selten allein |                                                  | !Bazz, Melbeatz   | 3:16  |
| 2  | Immer wenn ich rhyme               | Olli Banjo, Azad, Moe Mitchell                   | !Bazz, Melbeatz   | 4:15  |
| 3  | Mach doch deinen Scheiss           | MoTrip, Olli Banjo, Franky Kubrick, Kaas         | !Bazz, Melbeatz   | 4:07  |
| 4  | Myspace                            | Olli Banjo, MoTrip, Moe Mitchell                 | !Bazz, Melbeatz   | 4:28  |
| 5  | Sei nicht schüchtern               | Sinan, Ercandize                                 | !Bazz, Melbeatz   | 3:50  |
| 6  | Booyaka Shot                       | Caput                                            | !Bazz             | 4:25  |
| 7  | Weg nach draussen                  |                                                  | !Bazz, Kool Savas | 3:04  |
| 8  | Orchestrator                       | Ercandize                                        | Rooq              | 4:34  |
| 9  | Merk dir meinen Namen              | Franky Kubrick, Olli Banjo, MoTrip, Moe Mitchell | !Bazz, Melbeatz   | 2:25  |
| 10 | Afsoun & Derya Skit                |                                                  | Benlo             | 1:02  |
| 11 | Rhythmus meines Lebens             |                                                  | Sir Jai           | 3:20  |
| 12 | Immer das Schlechte (Stop Stop)    | Curse, Olli Banjo, Ercandize, Amar               | !Bazz, Melbeatz   | 4:24  |
| 13 | Techno Pilot                       | Olli Banjo                                       | !Bazz, Melbeatz   | 3:48  |
| 14 | Weck mich nicht auf                | Curse, Moe Mitchell                              | !Bazz, Melbeatz   | 3:48  |
| 15 | Die John Bello Story               | Franky Kubrick, Moe Mitchell, (ohne Kool Savas)  | !Bazz, Melbeatz   | 4:55  |
| 16 | Tribut                             |                                                  | Matheo            | 2:52  |

Bonus-CD der Premium- und Essah-Edition:
| # | Titel                               | Gastmusiker | Länge |
| - | ----------------------------------- | --- | ----- |
| 1 | Halluzinationen                     | Amar, Ercandize | 3:25  |
| 2 | Immer wenn ich rhyme (Mammut Remix) | Franky Kubrick, Tone, Patrick mit Absicht, Kitty Kat, Ercandize, Amar, Caput, Sinan, Vega, Tua, Kaas, Fiva MC, MoTrip | 6:20  |
| 3 | 30 Sekunden                         | MoTrip, Olli Banjo | 3:12  |
| 4 | Rewind                              | Ying Yang Twins | 4:25  |
| 5 | Buddy Ogün Skit                     | Buddy Ogün | 1:23  |
| 6 | Wand                                | | 3:00  |
| 7 | Weck mich nicht auf (Riptor Remix)  | Curse, Moe Mitchell                                                                                                   | 4:13  |

## Chartplatzierungen und Singles
| Professionelle Bewertungen | Professionelle Bewertungen |
| -------------------------- | -------------------------- |
| Kritiken                   |                            |
| Quelle                     | Bewertung                  |
| laut.de                    | [ 4 ]                      |

Das Mixtape stieg am 26. März 2010 auf Platz 4 in die deutschen Albumcharts ein und belegte in den folgenden Wochen die Ränge 27; 45 und 46. Insgesamt hielt sich der Tonträger mit einer Unterbrechung sieben Wochen in den Top 100. Auch in Österreich und der Schweiz erreichte das Album Position 10 bzw. 7 der Charts.
Als Singles wurden die Lieder Immer wenn ich rhyme, Techno Pilot Rewind und Rhythmus meines Lebens ausgekoppelt.